# Jennifer Alleyn
Jennifer Alleyn (nascuda el 1969) és una artista, cineasta, escriptora i fotògrafa canadenca que viu i treballa a Montreal.

## Biografia
Filla de l'artista Edmund Alleyn, va néixer a Suïssa. Va estudiar cinema a la Universitat Concordia. Alleyn va treballar com a periodista als diaris Le Devoir, Montreal Gazette i La Presse i per la revista Elle Québec. Va viatjar per tot el món mentre participava al programa de televisió de Radio-Canada La Course destination monde.
El 1996 Alleyn va escriure i dirigit el segment "Aurore et Crépuscule" de la pel·lícula Cosmos; Cosmos va ser inclosa a la Quinzena de Cineastes del Festival Internacional de Cinema de Canes. El 2003 la seva pel·lícula Svanok a ser guardonada amb el premi al millor curtmetratge de ficció per l'Association québécoise des critiques de cinéma.
El 2006 va fer una pel·lícula sobre el seu pare, L’atelier de mon père, sur les traces d’Edmund Alleyn; la pel·lícula va ser anomenada millor pel·lícula canadenca al Festival international du film sur l'art a Montreal i també va rebre un Premi Gémeaux. El 2010 va dirigir Dix fois Dix sobre el pintor Otto Dix, que va rebre el Premi Tremplin pel món ARTV.
El 2018 va dirigir i produir Impetus, un llargmetratge dramàtic híbrid descrit per Denis Villeneuve com "Juganera com una pel·lícula de Godard o Varda. Brillant i commovedora". La pel·lícula es va estrenar a Slamdance, Utah, i Torino, Itàlia. Alleyn va rebre el PREMI CREATION 2019, de l'Observatoire du Cinéma au Québec per "la seva destacada contribució al cinema del Quebec".